# Winlogon
Winlogon 是一個內置在微软公司開發的Windows NT系列操作系统的组件，负责处理安全相关的用户交互界面。其工作包括加载其他用户身份安全组件、提供图形化的登录界面，以及创建用户会话。模块為Windows操作系统的关键进程，中止其運行將造成Windows崩溃或非正常關閉。。

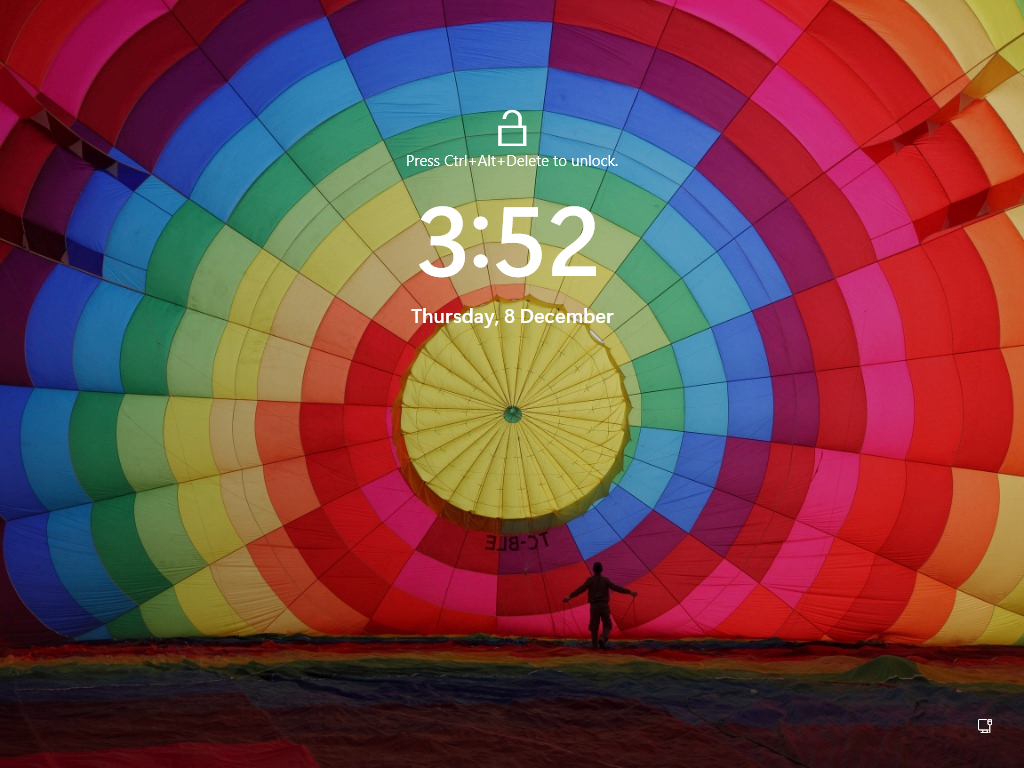
Windows 11 登入介面, 提示用戶需按下Ctrl+Alt+Delete才可繼續

Winlogon负责在登录时调用用户身份安全组件搜集用户身份凭据。在Windows Vista之前的NT版本Windows中，这个界面由图形化识别和验证（GINA）模块提供。Windows默认的实现msgina.dll根据系统的快速用户切换设置显示一个用户列表或者一个用户名/密码输入框。但是其他开发者也可以提供GINA模块使得用户可以用指纹、智能卡或者面部识别等其他方式登录系统。在Vista及之后的版本的系统中，由于旧的GINA架构造成在安装了有缺陷的GINA时系统不稳定，微软使用LogonUI和凭据提供者替代GINA作为用户身份凭据的插件接口。
在搜集到用户身份凭据之后，Winlogon会创建一个用户会话，并加载用户的配置，例如登录用户的所拥有的注册表项和在域中漫游的个人文件。在这个会话中Winlogon还会创建一个Windows工作站，在这个工作站中WinLogon会创建如下三个桌面：
- 安全桌面负责显示系统安全界面
- 应用程序桌面负责显示用户启动的应用程序
- 屏幕保护桌面负责显示屏幕保护程序。

Winlogon在启动时还注册一个系统级别的安全注意序列热键（默认为Ctrl+Alt+Del），以在在用户键入这个序列的时候切换到安全桌面显示系统安全界面。在Windows Vista之前的NT版本Windows中，这个界面也由GINA模块提供，而在Vista及之后的版本的系统中，这个界面由凭据提供者提供。另外，在用户启用了屏幕保护程序时，Winlogon也监视用户输入以在系统空闲时切换到屏幕保护桌面并且运行屏幕保护程序，以及在屏幕保护运行时接受到用户输入之后终止屏幕保护的运行。
Winlogon在Windows 9x系列的操作系统中不可用。